# Nathan Eglington
 Nathan John Eglington (Murwillumbah, 2 december 1980) is een voormalig hockeyer uit Australië. 
Eglington won in 2004 olympische goud door in de finale te winnen van het Nederlandse hockeyploeg.
Twee jaar later verloor Eglington met zijn ploeggenoten de finale van het wereldkampioenschap van het gastland Duitsland.

## Erelijst
- 2002 – 5e Champions Trophy in Keulen
- 2003 –  Champions Trophy in Amstelveen
- 2004 –  Olympische Spelen in Athene
- 2005 –  Champions Trophy in Chennai
- 2006 – 4e Champions Trophy in Terrassa
- 2006 –  Wereldkampioenschap in Mönchengladbach
- 2007 –  Champions Trophy in Kuala Lumpur